# Ellbögen
Ellbögen – gmina w Austrii, w kraju związkowym Tyrol, w powiecie Innsbruck-Land. Liczy 1092 mieszkańców (1 stycznia 2015).